# Rudan
Rudan (per. رودان) – miasto w Iranie, w ostanie Hormozgan. W 2006 roku miasto liczyło 30 060 mieszkańców.